# Ferrovia Menaggio-Porlezza
La ferrovia Menaggio-Porlezza era una linea ferroviaria a scartamento ridotto che collegava il paese di Menaggio, sul lago di Como, con quello di Porlezza, sul lago di Lugano; inaugurata nel 1884, l'esercizio fu sospeso nel 1939 e la linea soppressa nel 1966.

## Storia

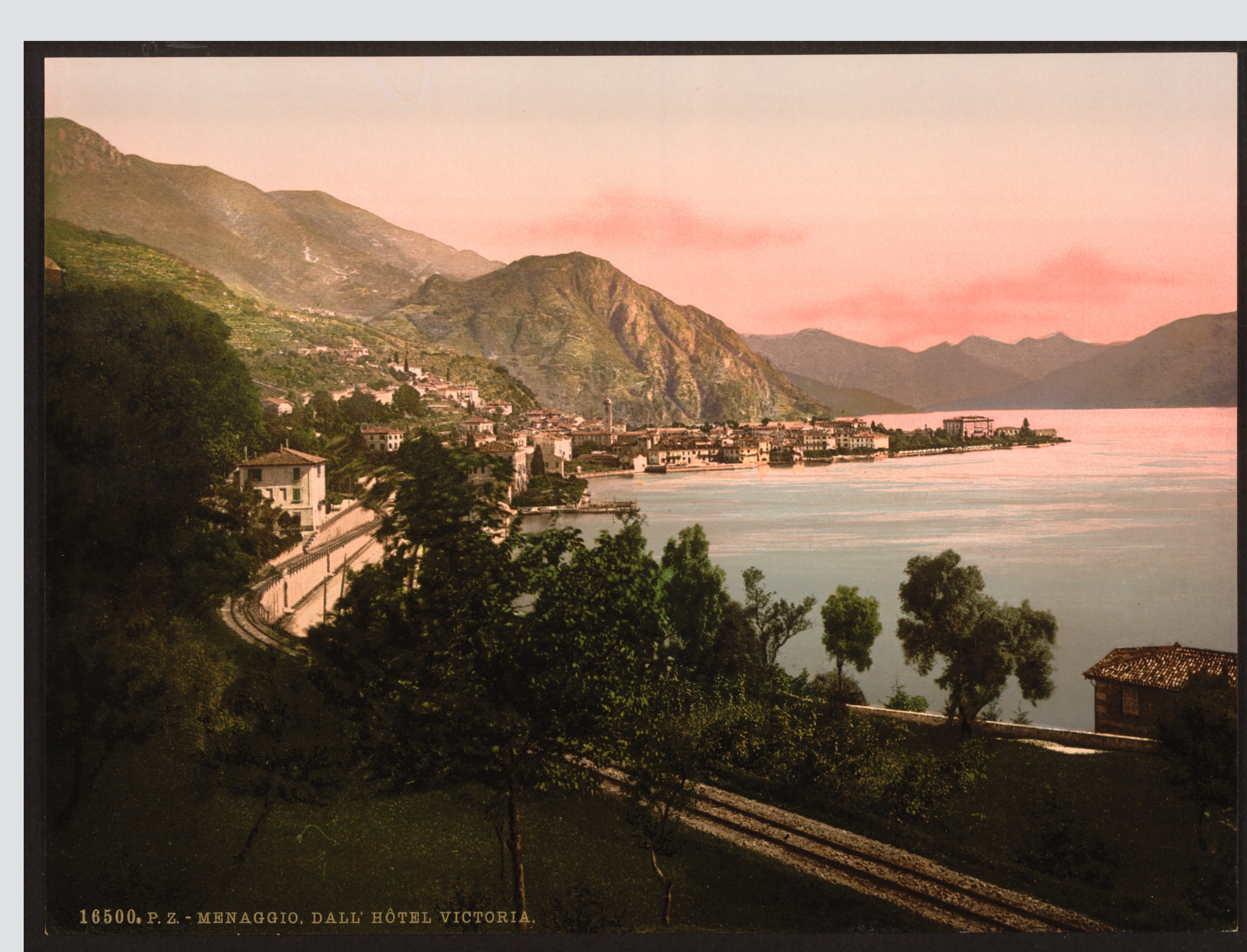
Binari in direzione del capolinea di Menaggio

### Le origini
Nella seconda metà dell'Ottocento, in concomitanza con il rapido sviluppo del trasporto ferroviario, si aprì la prospettiva di collegare le regioni dell'Europa centrale con la regione dei laghi lombardi, sfruttando il traforo del San Gottardo: l'obiettivo era quello di poter garantire alla regione un moderno servizio di trasporti, che sostituisse quello ancora svolto dalle vetture celeri trainate da cavalli. 
Risale al 1872 il progetto di collegare con tracciati ferroviari e linee di battelli il Lario, il Ceresio e il Verbano, in maniera tale da poter unire gli importanti paesi di Menaggio e Luino con la città di Lugano, nella Svizzera italiana.
Nel quadro di questi progetti - dopo aver scartato opzioni quali un collegamento ferroviario tra Lugano e Menaggio (1872) e un canale navigabile tra Menaggio e Porlezza (1874) - venne evidenziata la necessità di una ferrovia tra la stessa Menaggio e Porlezza, comune che sorge all'estremità orientale del Ceresio; da Porlezza un servizio di battelli avrebbe garantito il collegamento con Lugano. Il tratto di ferrovia avrebbe dovuto coprire un tratto relativamente breve, poco più di dodici chilometri, ma caratterizzato da un notevole dislivello: la differenza di quota tra i due laghi è infatti superiore ai settanta metri. Inoltre, tra i due paesi esiste un terzo bacino, il lago di Piano, che la ferrovia avrebbe quindi dovuto aggirare.

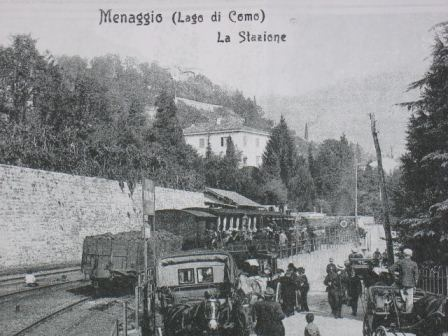
La stazione di Menaggio in una cartolina d'epoca

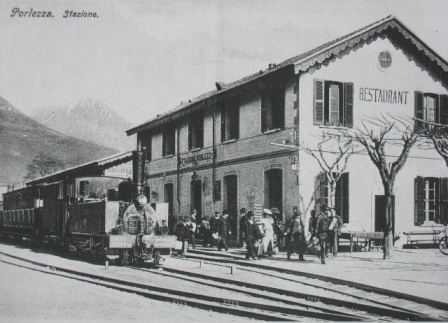
La stazione di Porlezza in una cartolina d'epoca

### La realizzazione
Il 31 maggio 1875, gli studi di fattibilità - per iniziativa di istituzioni sia pubbliche che private, italiane e svizzere (in modo particolare della Banca della Svizzera Italiana con sede a Lugano) - confluirono nella presentazione di un primo progetto di dettaglio. 
Dopo alcune modifiche di progetto, i lavori di realizzazione iniziarono nel 1882 e terminarono nell'estate del 1884 a cura dell'ingegner Emilio Olivieri.
Il costo di costruzione della rete compreso l'armamento della ferrovia ammontava a 1 108 901,71 Franchi, equivalenti a 1,2 milioni di lire: si trattava quindi di una spesa nell'ordine delle centomila lire al chilometro.
Il Regio decreto del 24 marzo 1881 autorizzava la Banca della Svizzera Italiana a operare in Italia e Banca costituì la Società di Navigazione e Ferrovie pel lago di Lugano (SNF), con sede a Lugano, a cui fu affidato l'esercizio della ferrovia che fu inaugurata mercoledì 8 ottobre 1884 e aprì al servizio pubblico il lunedì 17 novembre dello stesso anno.

### Il tramonto
Nel 1911, la stazione di Porlezza fu gravemente danneggiata dallo straripamento del torrente Rezzo.
Pochi anni dopo, con lo scoppio della prima guerra mondiale, il periodo d'oro della ferrovia terminò: vennero infatti a mancare i turisti e il traffico merci, e i prezzi salirono enormemente; perciò il consiglio d'amministrazione decise di iniziare le trattative per la vendita della Menaggio-Porlezza e dell'altra linea di proprietà, la Ponte Tresa-Luino, non più redditizie. Le trattative si conclusero nel luglio del 1918. Dopo la vendita, la società mutò ragione sociale in SNL (Società Navigazione Lago di Lugano).
La concessione e la gestione delle ferrovie passarono a una società appositamente costituita, la Società Prealpina Trasporti (SPT), con sede a Varese, il cui capitale era compartecipato dalla Società Varesina Imprese Elettriche (SVIE), dalle Ferrovie Nord Milano (FNM) e dalla Banca Commerciale Italiana (BCI).
Ben presto sorsero altre difficoltà di ordine economico: iniziava soprattutto a farsi sentire la concorrenza dei primi autobus, che in servizio parallelo costavano meno ed erano più veloci. Nel frattempo, la Ponte Tresa-Luino fu modificata nello scartamento ed elettrificata nel maggio del 1924; il relativo materiale rotabile venne in tale occasione spostato sulla Menaggio-Porlezza, che si trovò pertanto con una sovrabbondanza di mezzi inutilizzati, visto il crollo di ogni genere di traffico.
Negli anni venti lo Stato concedeva ancora delle sovvenzioni, ma in seguito venne a mancare anche questa entrata: quegli anni furono duri e travagliati per la ferrovia ormai agonizzante. Ad aggravare la situazione già disastrosa ci pensò la politica autarchica in vigore negli anni trenta, che imponeva l'alimentazione delle locomotive con la torba in sostituzione del carbone, comportando un ulteriore aumento dei prezzi. Le cronache dell'epoca riportano diversi incidenti ai treni a causa dell'inesistente manutenzione.
Così, con autorizzazione ministeriale, il giorno 31 ottobre 1939 cessava l'esercizio sulla ferrovia Menaggio-Porlezza.
Al termine della seconda guerra mondiale la SPT, affidata al commissario Vittorio Lorenzo Forzani, provò a rilanciarsi: il 14 marzo 1946 venne revocato lo stato di liquidazione e la sede legale fu trasferita da Varese a Menaggio. La ragione sociale mutò in Prealpina di Trasporti (PT) s.p.a.: il 25 luglio seguente il capitale iniziale di 2 milioni di lire venne elevato a 25 milioni, previa emissione di azioni da 100 lire l'una. Alla presidenza venne confermato lo stesso Forzani.
Vennero dunque messi allo studio due progetti: uno per il mero ripristino della ferrovia con standard più moderni (trazione elettrica e convogli bidirezionali, onde non dover più girare le locomotive a ogni capolinea), l'altro per l'impianto di un servizio di filobus da operarsi sulla strada provinciale Tremezzo-Oria.
Il 17 maggio 1947 l'assemblea dei soci della PT, alla presenza delle autorità politiche territoriali, delibera per il ripristino dell'esercizio ferroviario, giudicato meno costoso dell'impianto ex novo di una filovia, per giunta su una strada tortuosa e assai trafficata come quella suggerita.
Nel 1948 partirono dunque i lavori di adeguamento del sedime ferroviario: per un costo di circa 7 milioni di lire la galleria Croce venne allargata ed elevata (con ribassamento del piano del ferro) al fine di accogliere carrozze più ingombranti e la linea aerea di contatto.
Un anno dopo, nel 1949, fu acquistata dalla FERT (Ferrovie Elettriche Regionali e Tranvie) di Vicoforte (CN) una prima elettromotrice a carrelli, che venne spedita a Porlezza e sistemata nella ferro-rimessa. Nell'occasione furono altresì opzionate dalla medesima società due ulteriori motrici e quattro rimorchiate.
Parallelamente si iniziò a progettare una piccola centrale idroelettrica (da 2100 kWh) sul torrente Sanagra, tra Nobiallo e Barna di Plesio, onde generare l'energia atta ad alimentare la catenaria. Il 21 luglio 1950 sul Foglio Annunzi Legali della provincia di Como uscì l'annuncio dell'avvio dell'iter d'impianto di tale struttura presso l'ufficio genio civile del Ministero dei lavori pubblici.

Sull'onda dell'ottimismo, il 22 maggio 1949 la PT tentò di ricapitalizzarsi portando il deposito a 75 milioni di lire, ma il collocamento delle azioni non fu ottimale, sicché il capitale rimase a 25 milioni. Nel 1953 la sede legale fu trasferita a Milano, in via San Prospero.

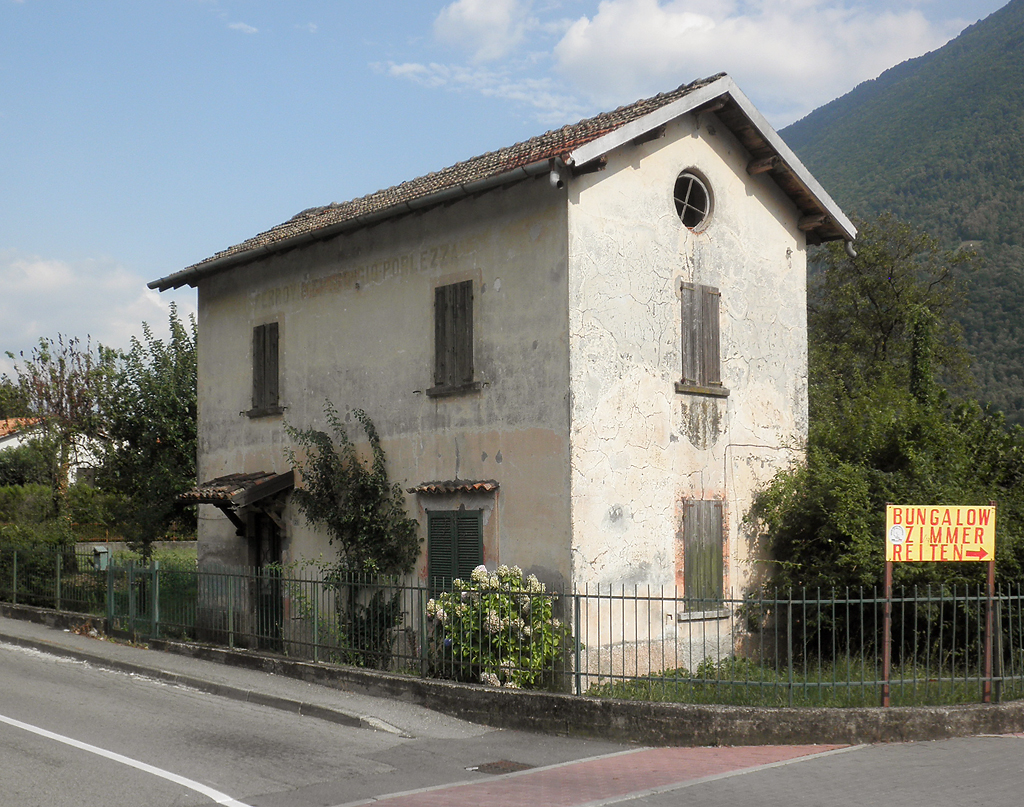
Fabbricato di stazione di Tavordo

Il 15 gennaio 1954 il progetto di riattivazione fu presentato al Ministero dei trasporti, a firma dei soci della PT Lorenzo Vittorio Forzani, Giuseppe Ferrazzini, Vincenzo Forzani e Rosetta Vignola. In attesa dell'approvazione, nel 1955 la società iniziò a rimuovere quanto non sarebbe servito alla ricostruzione della linea; nel 1960 il Ministero dei trasporti comunicò però di non ritenere opportuna la riattivazione della piccola ferrovia.
La battuta d'arresto fu definitiva: la PT passò al commercialista Giovanni Ferlosio, che la mise in liquidazione nel 1961. A partire dal 1964 e fino al 31 luglio 1966 si provvide a vendere i fabbricati delle stazioni, dei caselli e delle fermate lungo la linea.
Il 29 novembre 1966 venne presentata istanza per la definitiva soppressione della linea e la cancellazione della società esercente dal registro delle ditte. Oltre al costo dei lavori eseguiti inutilmente, la società bruciò risorse aggiuntive per oltre 7 milioni di lire.
La linea venne progressivamente disarmata: alcuni tronchi vennero in seguito riadattati a pista ciclabile, altri invece scomparvero a seguito dell'edificazione di nuovi immobili. Le fermate di San Pietro, Piano e Bene-Grona vennero invece trasformate in abitazioni private.

## Caratteristiche
| Unknown route-map component "exENDEa" + Unknown route-map component "exlDRH" |

| Unknown route-map component "exKMW" |

| Unknown route-map component "exBS2+l" | Unknown route-map component "exBS2+r" |

| Unknown route-map component "exSTR" | Unknown route-map component "exSTRbl" |

| Unknown route-map component "exSTR" | Unknown route-map component "exSTR" |

| Unknown route-map component "exKBHFe" | Unknown route-map component "exSTR" |

| Pier | Unknown route-map component "exSTR" |

|  | Unknown route-map component "exhKRZWae" |

|  | Unknown route-map component "exBUE" |

|  | Unknown route-map component "exTUNNEL1" |

|  | Unknown route-map component "exBHF" |

|  | Unknown route-map component "exHST" |

|  | Unknown route-map component "exHST" |

|  | Unknown route-map component "exHST" |

|  | Unknown route-map component "exhKRZWae" |

|  | Unknown route-map component "exHST" |

|  | Unknown route-map component "exhKRZWae" |

| Pier | Unknown route-map component "exKBHFe" |

La ferrovia, lunga 12,241 km, era a binario unico non elettrificato armato all'inusuale scartamento di 850 mm. La pendenza massima raggiungeva il valore del 50 per mille.

### Percorso
Il capolinea di Menaggio, il cui edificio di stazione è stato conservato e ristrutturato, era dotato di una peculiare conformazione che imponeva ai treni partiti dall'imbarcadero di percorrere un regresso di quasi 1 km prima di cambiare direzione alla volta del lago di Lugano.

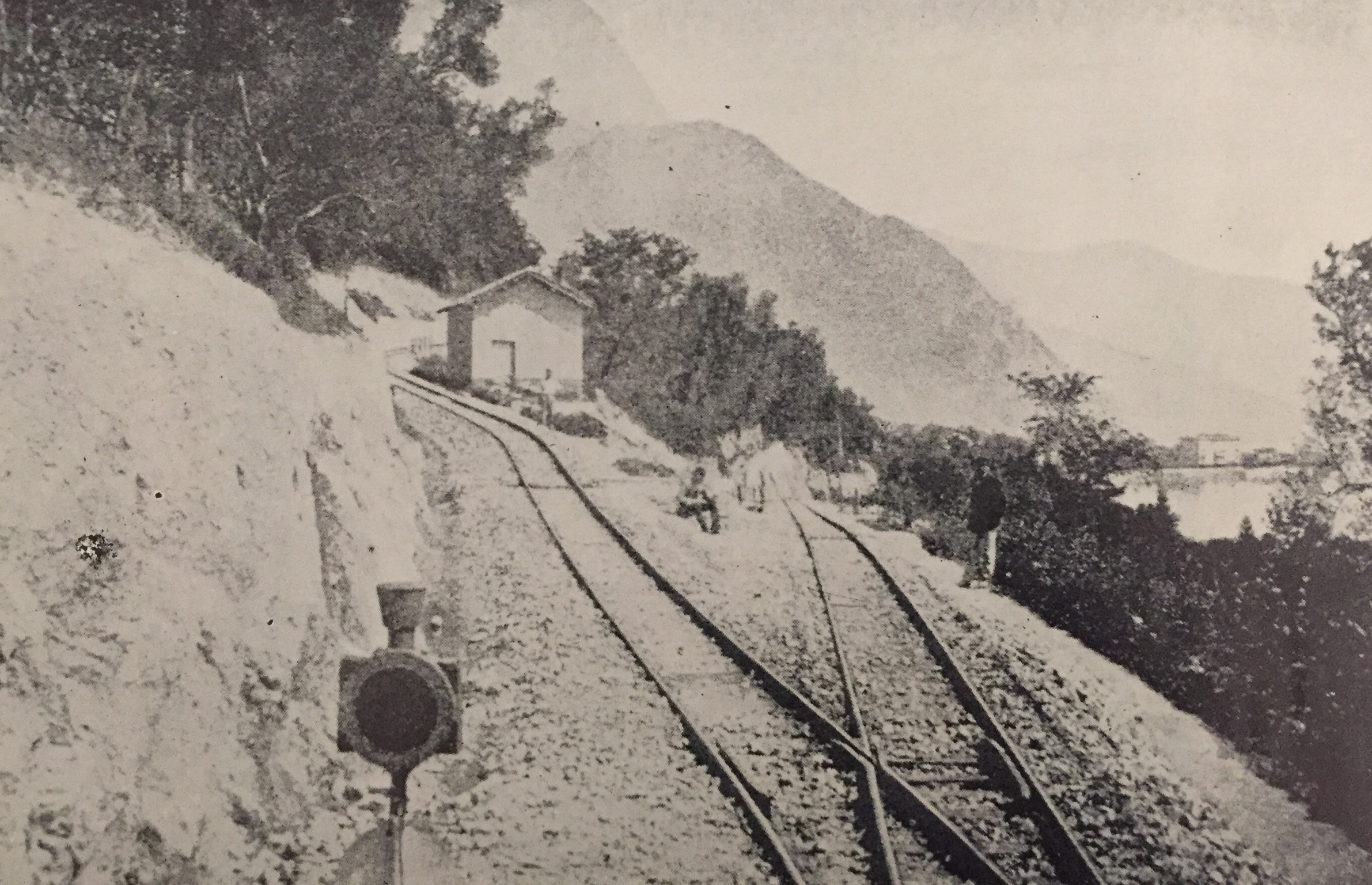
Lo scambio del “regresso” della linea: a sinistra il binario per Porlezza, a destra per Menaggio.

Attraversata la zona detta Sonega, dopo un breve ponte, veniva impegnato il passaggio a livello con la strada parallela provinciale per poi incontrare la galleria Croce; si giungeva dunque alla stazione di Grandola, seguita alle fermate denominate Bene Lario e Piano Porlezza; dopo aver superato da nord il piccolo lago di Piano era raggiunta la fermata San Pietro Sovera.
Superata infine la fermata Tavordo, il cui fabbricato è ancora esistente, la discesa proseguiva concludendosi all'imbarcadero di Porlezza, dotata di tre binari di sosta.

## Materiale rotabile
Per la linea ferroviaria erano state appositamente costruite sei locomotive a vapore dalla Maschinenfabrik Esslingen. Erano giunte a Lugano e trasportate a Porlezza con una gabbana, barca a fondo piatto. Le locomotive appartenevano a due gruppi distinti: le piccole 1 ÷ 2, di rodiggio C, e le più grandi 3 ÷ 6, dal curioso rodiggio 0-3-2.
Nel 1945 la FERT acquistò usate alcune elettromotrici tranviarie dalla Società Anonima per la tranvia elettrica Lucca-Pescia (TLP) che eserciva la tranvia Lucca-Pescia.
Le carrozze uscivano dalle officine di S. Elena in Venezia della Società Veneta per imprese e Costruzioni Pubbliche. Misuravano in lunghezza circa 9,50  di colore verde oliva scuro. Un'altra carrozza salone, elegante, riservata alle autorità, mai usata, era chiamata "De Pretis", dal nome del ministro che inaugurò la ferrovia.
Il parco merci comprendeva in tutto ventitré carri, usati soprattutto per il trasporto di legname, la cui dotazione originaria era stata realizzata dalla SIG di Neuhausen.

## Galleria d'immagini

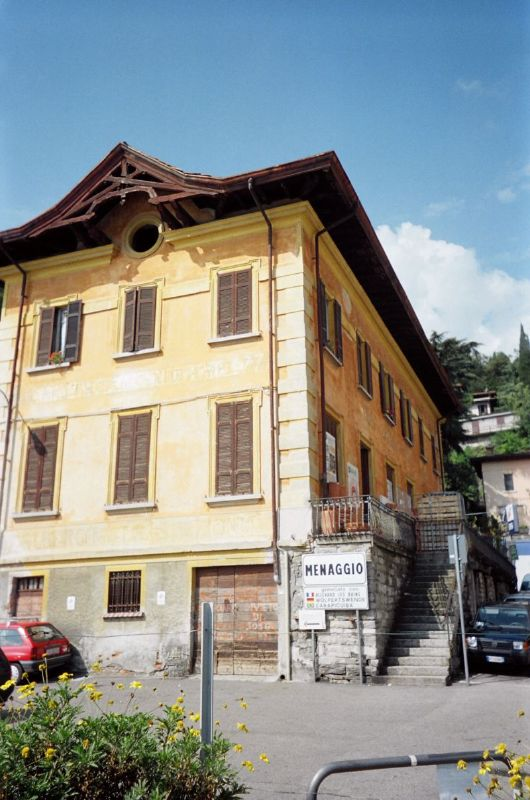
Edificio di stazione di Menaggio nel 2006
La stazione di Menaggio in una cartolina d'epoca nel 1885
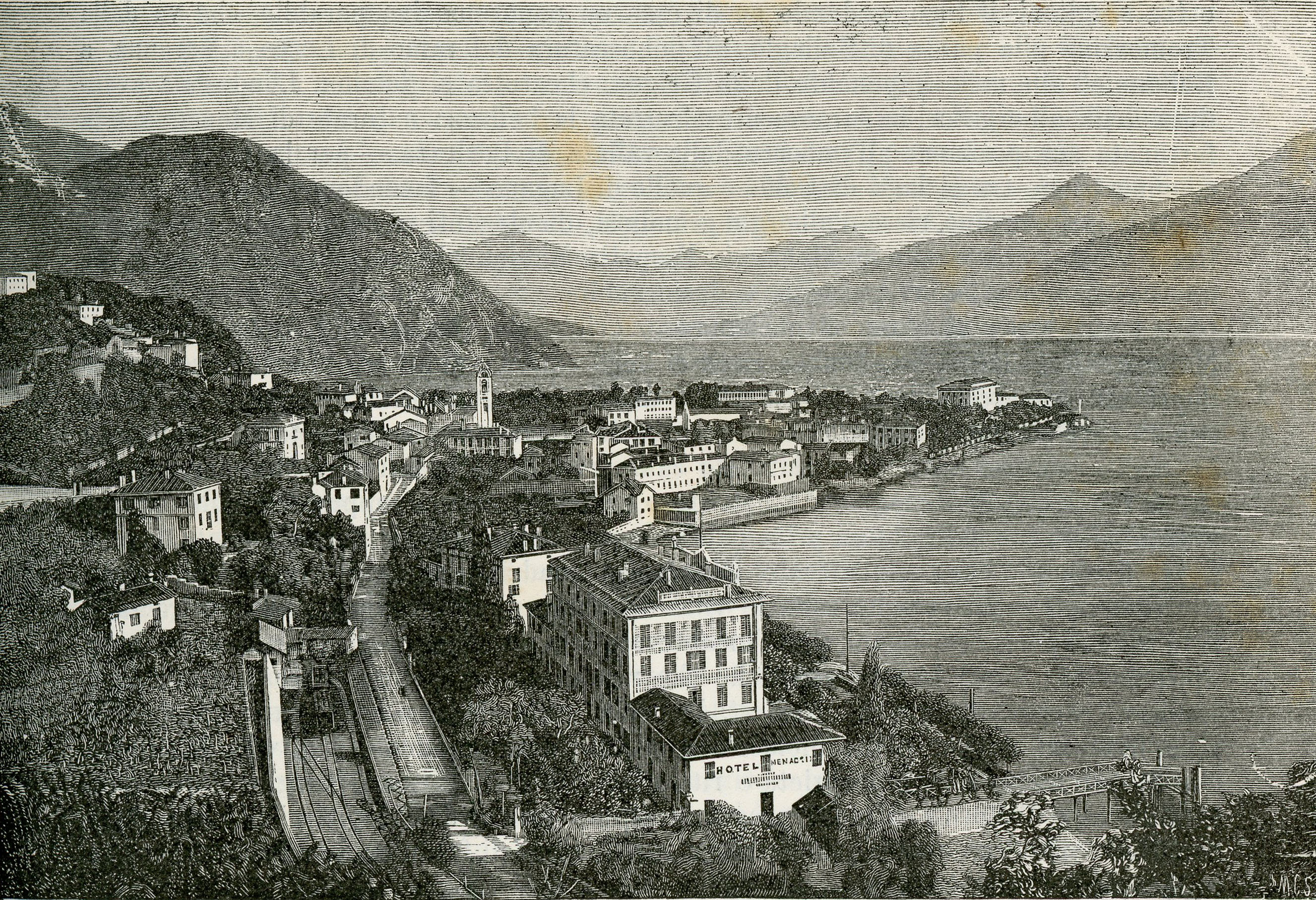
La veduta di Menaggio con il piazzale della stazione
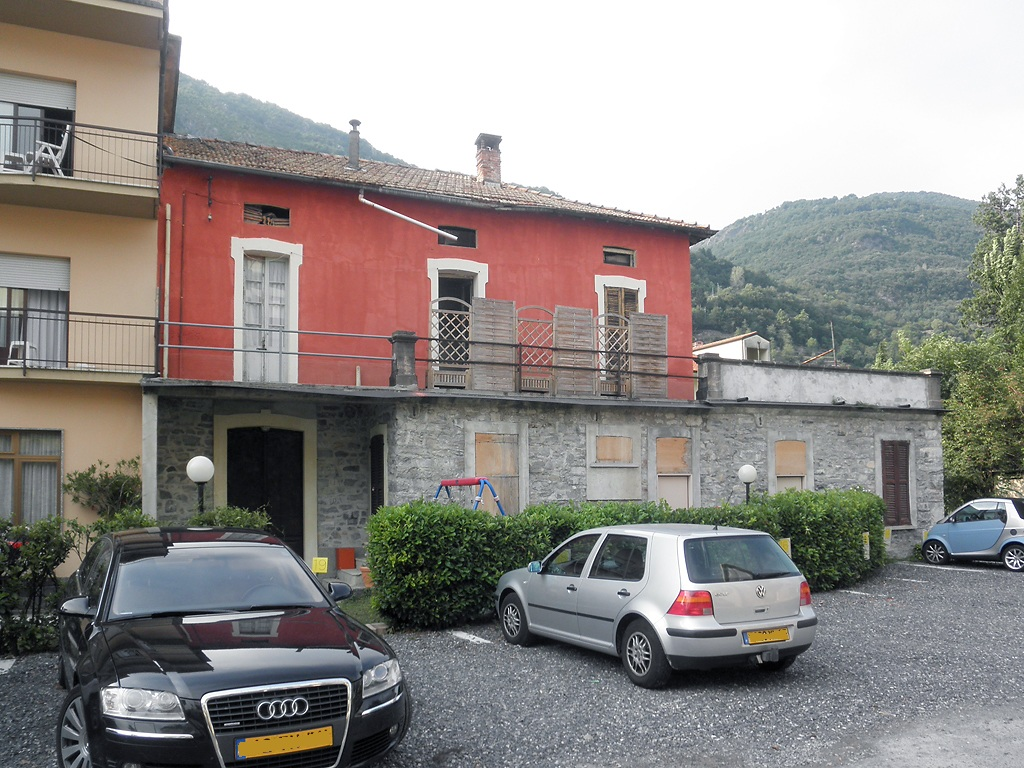
Edificio di stazione di Porlezza